# Cultura Valdivia
Valdivia és una cultura precolombina localitzada en tots els cursos fluvials de la zona costanera de l'actual Equador. Florí entre el 3500 aC i el 1500 aC.
Aquesta cultura és una de les primeres cultures neolítiques d'Amèrica i la primera de l'actual territori equatorià. La seva subsistència estava assegurada per l'agricultura i per la pesca i recol·lecció de marisc i crustacis. Són especialment famoses les anomenades «venus de Valdivia», petites figuretes que representen de forma molt esquemàtica una dona amb els atributs sexuals o de fertilitat ben marcats, com és també habitual en altres «venus» neolítiques arreu del món.